# Півні (Фастівський район)

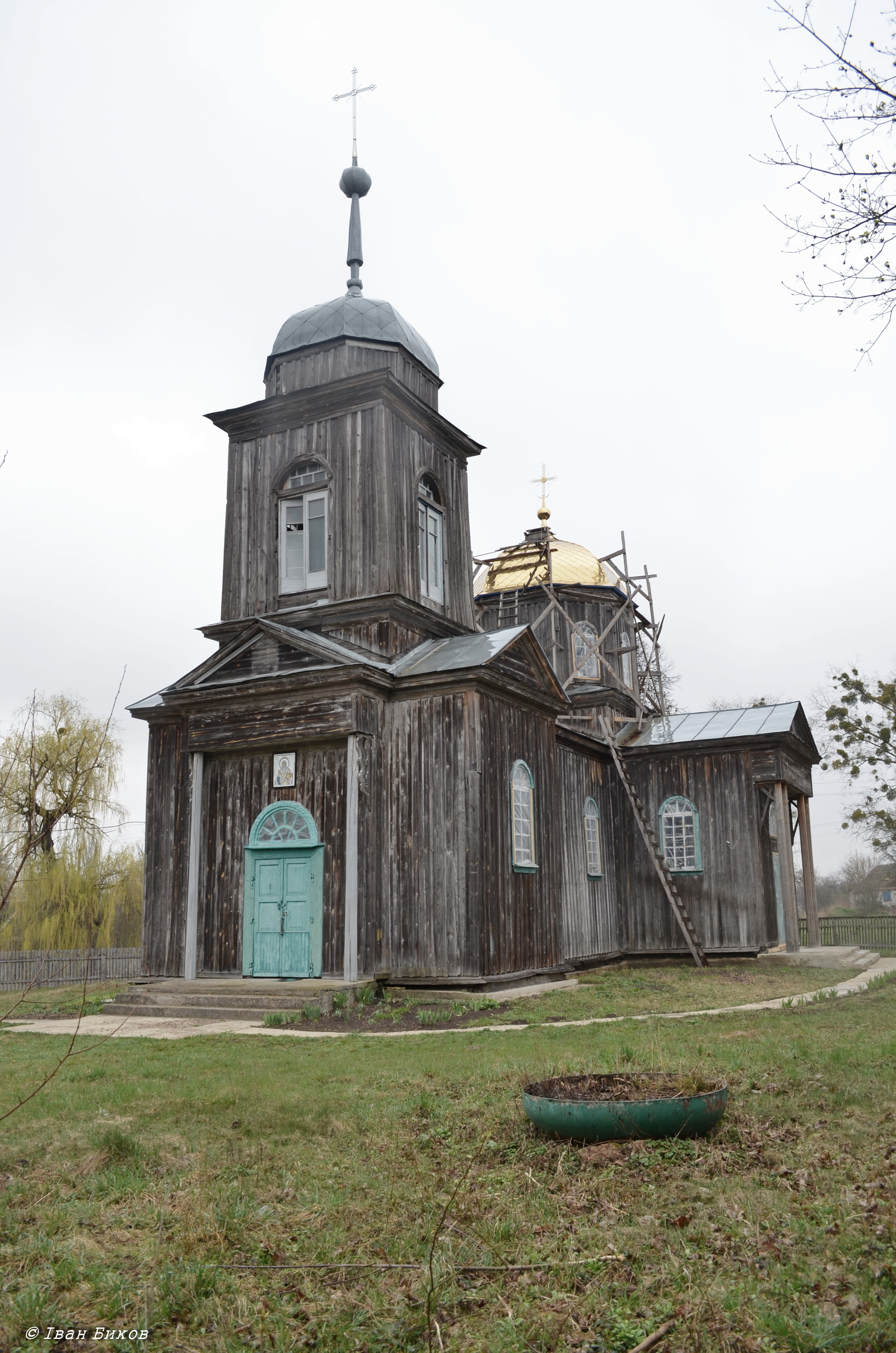
Півні. Церква Івана Златоуста. 1868 р.

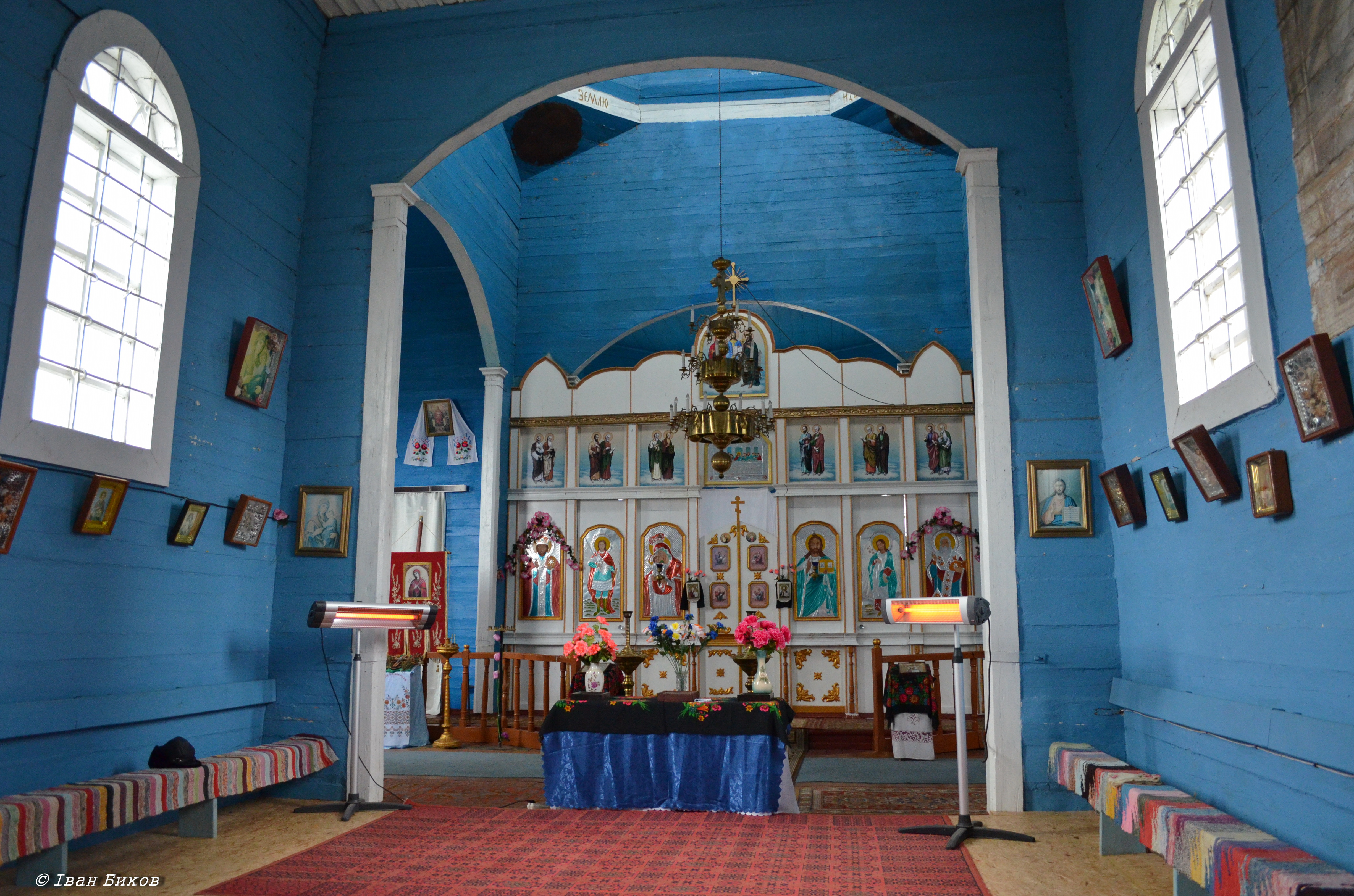
Півні. Церква Івана Златоуста. 1868 р. Інтер'єр.

Півні́ — село в Україні, у Фастівському районі Київської області. Населення становить 306 осіб. Входить до складу Кожанської селищної громади.

## Історія
Станом на 1885 рік у колишньому власницькому селі Кожанської волості Васильківського повіту Київської губернії мешкало 876 осіб, налічувалось 288 дворових господарств, існували православна церква, школа, 3 постоялих будинки, 2 лавки та 2 водяних млини.
За переписом 1897 року кількість мешканців зросла до 1254 осіб (632 чоловічої статі та 622 — жіночої), з яких 1221 — православної віри.

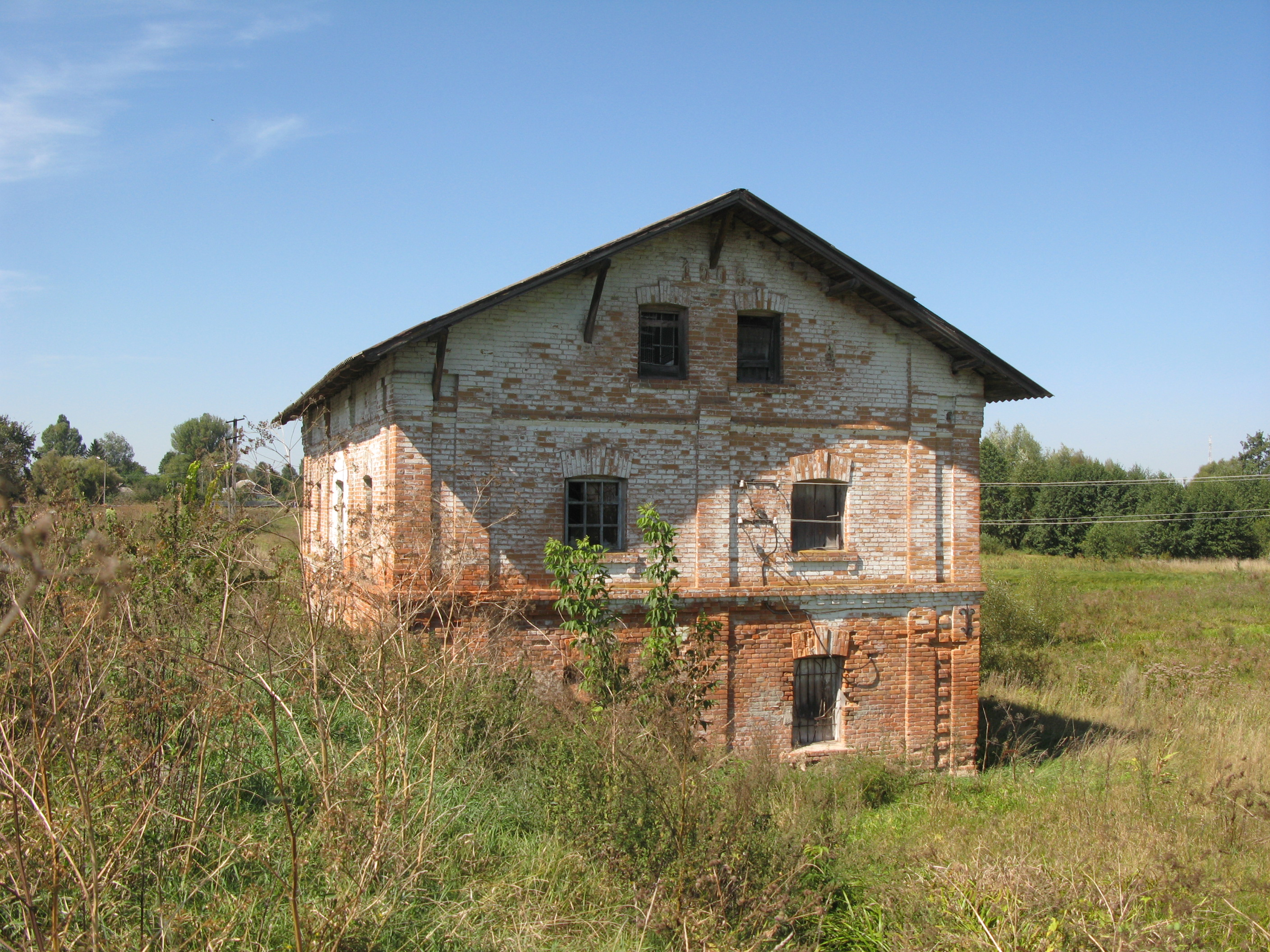
Водяний млин, Півні.

Метричні книги, клірові відомості, сповідні розписи церкви св. Іоанна Золотоустого (приписні села Дмитрівка, Волиця) с. Півні Кожанської волості Васильківського пов. Київської губ. зберігаються в ЦДІАК України.
Церква св. Іоанна Золотоустого - пам"ятка архітектури національного значення. Історія церкви.